# Cyphanthidium
Cyphanthidium är ett släkte av bin. Cyphanthidium ingår i familjen buksamlarbin.
Kladogram enligt Catalogue of Life:
| Cyphanthidium | \| \| Cyphanthidium intermedium \| \| \| \| \| \| Cyphanthidium sheppardi \| \| \| \| |
|               | \| \| Cyphanthidium intermedium \| \| \| \| \| \| Cyphanthidium sheppardi \| \| \| \| |
|               | Cyphanthidium intermedium                                                             |
|               |                                                                                       |
|               | Cyphanthidium sheppardi                                                               |
|               |                                                                                       |